# Bayerische Eishockeymeisterschaft 1928/29
Die Bayerische Eishockey-Meisterschaft 1928/29 gewann erstmals der ESV Füssen.

## Teilnehmer und Modus
Aus Südbayern meldeten
- SC Riessersee
- EV Füssen
- Münchener EV

Aus Nordbayern konnte der nordbayerische Meister melden:
- HG Nürnberg

Zwischen Füssen und München wurde am 5. Januar 1929 ein Ausscheidungsspiel durchgeführt. Der Sieger dieser Partie traf in der Vorschlussrunde auf den ebenfalls bis zum 6. Januar ermittelten nordbayerischen Meister (HG Nürnberg). Der Sieger der Vorschlussrunde (Füssen) traf dann im Finale auf den Titelverteidiger Riessersee.
Noch vor dem Finale starteten die beiden Finalteilnehmer (Füssen und Riessersee) bei der Deutschen Eishockey-Meisterschaft 1929.

## Bayerische Meisterschaft
Ausscheidungsspiel
| 6. Januar 1929 | ESV Füssen | 1:0 (1:0, 0:0, 0:0) | Münchener EV | Eibsee |

Vorschlussrunde
| 13. Januar 1929 | HG Nürnberg | 0:4 (0:1, 0:2, 0:1) | ESV Füssen |  |

Finale
Das Finale war für den 27. oder 28. Januar 1929 in Oberstdorf geplant. Wegen einer Budapest-Reise der Riesserseer wurde das Spiel auf den 10. Februar verlegt.
| 10. Februar 1929 | ESV Füssen | 1:0 n. V. (0:0, 0:0, 0:0, 1:0) | SC Riessersee | Oberstdorf |